# Astrid Guyart
Astrid Murielle Guyart (Suresnes, 17 de març de 1983) és una esportista francesa que competeix en esgrima, especialista en la modalitat de floret. El seu germà Brice també competeix en esgrima.
Va participar en tres Jocs Olímpics d'Estiu, i hi va obtenir una medalla de plata a Tòquio 2020, en la prova per equips (juntament amb Anita Blaze, Pauline Ranvier i Ysaora Thibus), el quart lloc a Londres 2012, per equips, i el sisè a Rio de Janeiro 2016, en la prova individual.
Va guanyar sis medalles en el Campionat del Món d'esgrima entre els anys 2005 i 2018, i vuit medalles en el Campionat d'Europa d'esgrima entre els anys 2008 i 2018.

## Palmarès internacional
| Jocs Olímpics      | Jocs Olímpics            | Jocs Olímpics | Jocs Olímpics     |
| Any                | Lloc                     | Medalla       | Prova             |
| ------------------ | ------------------------ | ------------- | ----------------- |
| 2020               | Tòquio ( Japó)           | 2             | Floret per equips |
| Campionat del món  |                          |               |                   |
| Any                | Lloc                     | Medalla       | Prova             |
| 2005               | Leipzig ( Alemanya)      | 3             | Floret per equips |
| 2013               | Budapest ( Hongria)      | 2             | Floret per equips |
| 2014               | Kazán ( Rússia)          | 3             | Floret per equips |
| 2015               | Moscou ( Rússia)         | 3             | Floret per equips |
| 2016               | Rio de Janeiro ( Brasil) | 3             | Floret per equips |
| 2018               | Wuxi ( R.P. de la Xina)  | 3             | Floret per equips |
| Campionat d'Europa |                          |               |                   |
| Any                | Lloc                     | Medalla       | Prova             |
| 2008               | Kíev ( Ucraïna)          | 3             | Floret per equips |
| 2009               | Plòvdiv ( Bulgària)      | 3             | Floret per equips |
| 2012               | Legnano ( Itàlia)        | 2             | Floret per equips |
| 2013               | Zagreb ( Croàcia)        | 2             | Floret per equips |
| 2014               | Estrasburg ( França)     | 3             | Floret per equips |
| 2015               | Montreux ( Suïssa)       | 3             | Floret per equips |
| 2016               | Toruń ( Polònia)         | 3             | Floret per equips |
| 2018               | Novi Sad ( Sèrbia)       | 3             | Floret per equips |